# Croton nudulus
Espèce
Croton nudulus est une espèce de plantes à fleurs du genre Croton et de la famille des Euphorbiaceae présente en Bolivie.